# Gandhára

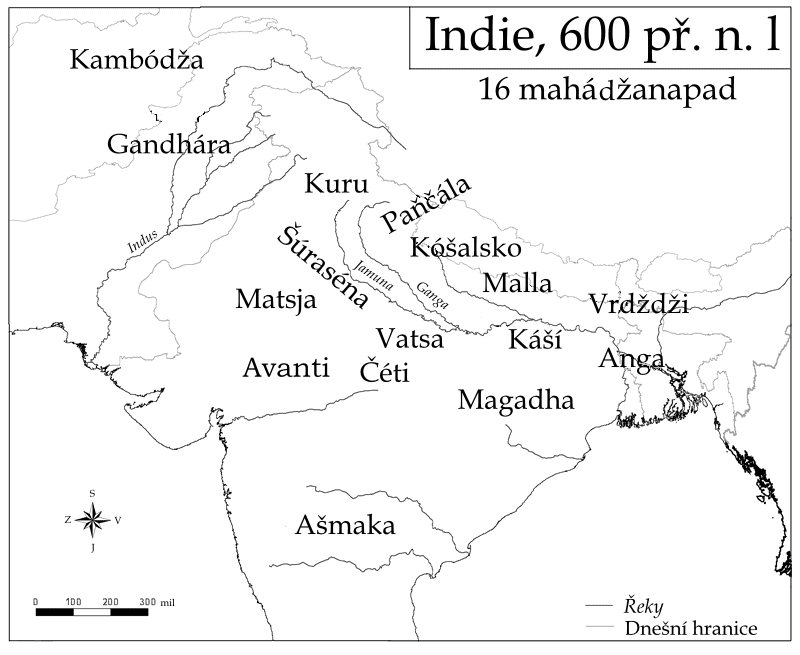
Mapa mahádžanapad (malých států); Gandhára se jako jediná společně s Kambódžou nacházela na severozápadě Indického subkontinentu

Gandhára (v sanskrtu गन्धार, Gandhāra, urdsky i v jazyce paštó  گندھارا, Gandhārā) bylo starověké království, jehož území se rozkládalo přibližně v dnešním severním Pákistánu a východním Afghánistánu. Jako hlavní město sloužily většinou Péšávar či Takšašila. Království trvalo přibližně od 6. století př. n. l. až do 11. století, přičemž mezi 1. až 5. stoletím dosáhlo pod vládou Kušánské dynastie své nejvyšší slávy. Roku 1021 byla Gandhára podrobena muslimy pod vedením Mahmúda z Ghazny a zanikla.

## Geografie

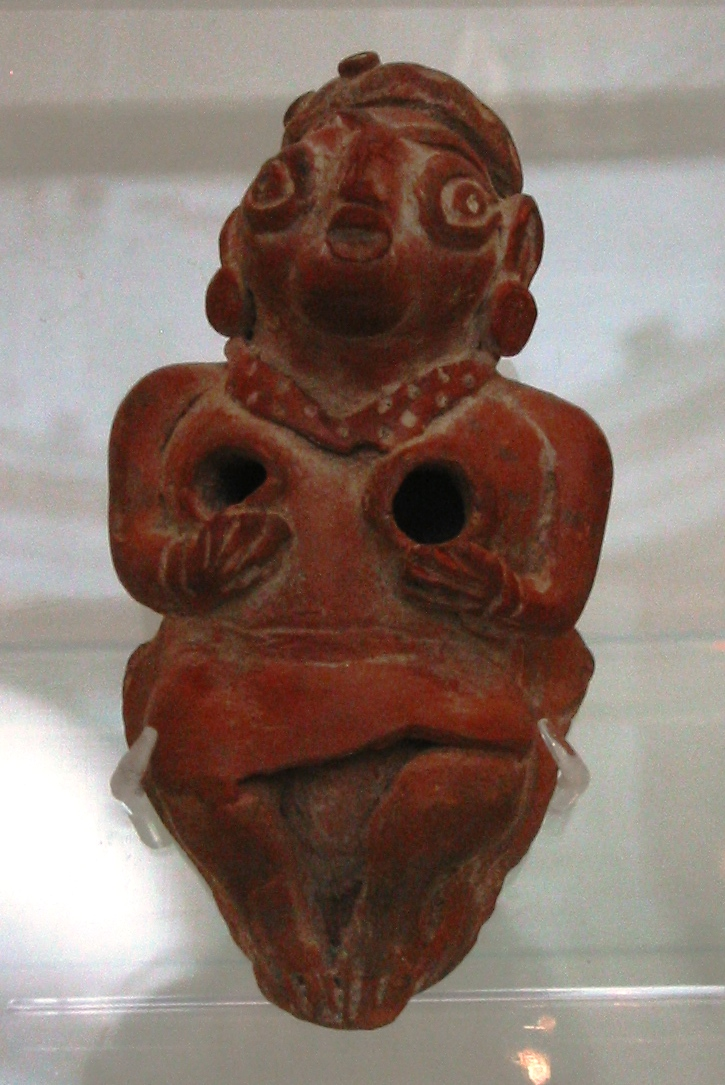
Soška ženy z Gandháry 3. století př. n. l. – 1. století n. l., (Victoria and Albert Museum)

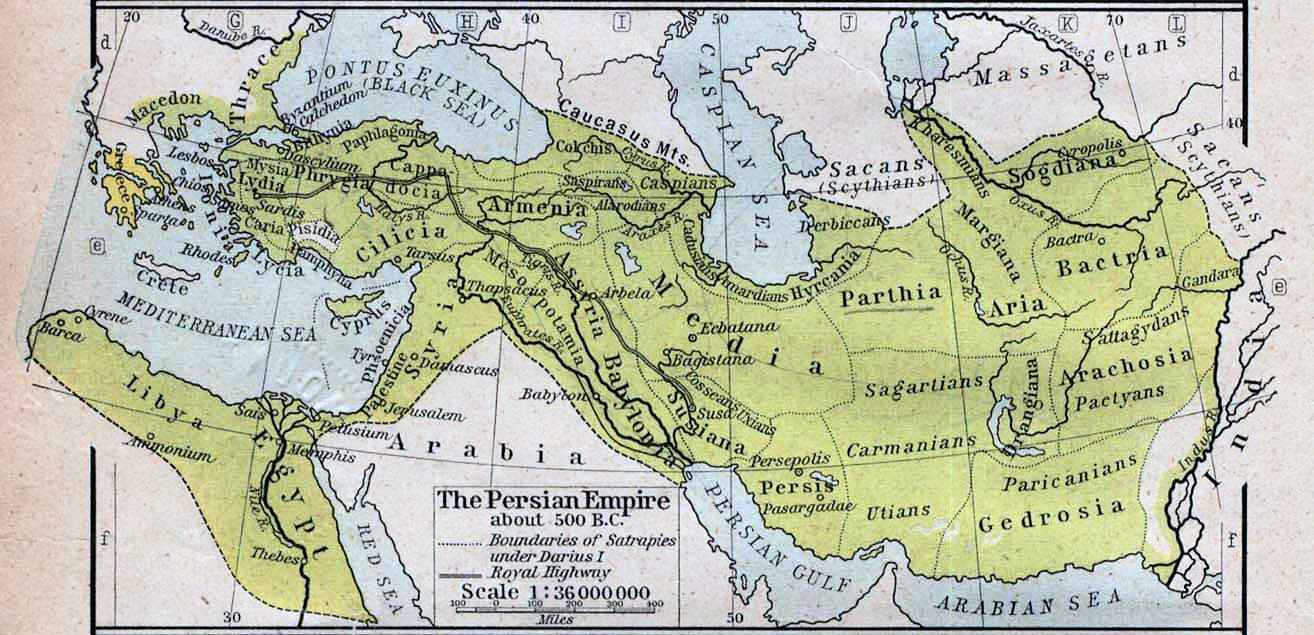
Mapka Achaimenovské říše okolo 6. století př. n. l., Gandháru lze spatřit na jejím východním konci

Již ve védském období začali první Gandhárci osidlovat břehy řeky Kábul v Afghánistánu, zejména pak místa, kde ústí do Indu. Později gandhárské území zabíralo severozápadní část Paňdžábu. Svou polohou tak ležela Gandhára v místech, kde se střetávaly obchodní trasy mezi centrální Asií a Íránem. Samotné hranice Gandháry se často měnily, avšak centrum říše vždy zůstávalo v péšávarském údolí či Takšašile.
Na území Gandháry se mělo nacházet jezero Dhanakóša, kde se měl narodit Padmasambhava, který je tradičně považován za „zakladatele“ tibetského buddhismu.

## Dějiny
Počátky osídlení oblasti Gandháry sahají do doby kamenné. V jeskyních Sangao byly nalezeny kosterní pozůstatky i kamenné nástroje, jejichž stáří se odhaduje na 15 000 let. Na přelomu doby bronzové a železné, v letech 1 800–400 př. n . l., zde existovala takzvaná kultura gandhárských hrobů, jejíž nositeli už nejspíše byli Indoárjové. Název Gandhára je doložen již ve Rgvédu (RV 1.120.1) a starověkých spisech z období achaimenovské Persie. Hérodotos se ve svých Dějinách zmiňuje o Gandháře, která v té době měla platit daně perskému králi Dareiovi. Gandhárské království je spolu s Baktrií, Múdžavantou, královstvím Anga a Magadhou zmíněno v Atharvavédu (AV 5.22.14). V Mahábháratě jsou obyvatelé Gandháry zmíněni coby spojenci Kurůů, se kterými vedli boj proti Pánduovcům.
Gandhára někdy zahrnovala území Kašmíru, o čemž se zmiňuje jedna z Džátak (Gandhára zde vystupuje pod jménem Čandahára). Některé buddhistické texty jako Anguttara-nikája zahrnují Gandháru mezi 16 mahádžanapad, tedy relativně malých územních celků, které vzkvétaly na Indickém subkontinentu za doby Gautamy Buddhy. Gandhára a sousedním královstvím Kambódža pak byly jediné dvě země, které se nacházely na území Uttarapathy (čili na severovýchodě při povodí Indu).
Hlavní města Gandháry byly Purušapura (dnešní Péšávar) a Takšašila. V Péšávaru se nacházel důležitý buddhistický chrám, který hojně navštěvovali poutníci i z dalekých končin. Takšašila zase byla zejména mezi 5. stoletím př. n. l. a 2. stoletím n. l. důležitým střediskem hinduistické a buddhistické vzdělanosti.

### Perská nadvláda
Perskému králi Kýrovi II. Velikému (558-530 př. n. l.) se podařilo vybudovat první „univerzální“ říši, jejíž území sahalo od Řecka až k řece Indus. Gandhárské království i se sousedním Královstvím kambódžským se brzy staly součástí této říše, a to buď již během vlády Kýra druhého či v roce, co na perský trůn nastoupil Dareios I. Poté, co se Gandhára stala součástí Achaimenovské říše, stala se jednou z perských satrapií. V této době byl gandhárským králem Puškarásárin, současník magadhského krále Bimbisáry.
Pod perskou nadvládou byl do země zanesen spolu s byrokracií systém centralizované administrativy. Právě v tomto prostředí začal působit Pánini, který je znám především coby tvůrce sanskrtské gramatiky. Okolo roku 380 př. n. l. se perská nadvláda nad Gandhárou pomalu uvolnila a z Gandháry vzrostlo hned několik malých království. Ve dvacátých letech téhož století pak gandhárské území spolu s dalšími perskými satrapiemi na území Indie dobyl Alexandr Veliký.

### Dynastie Maurjů

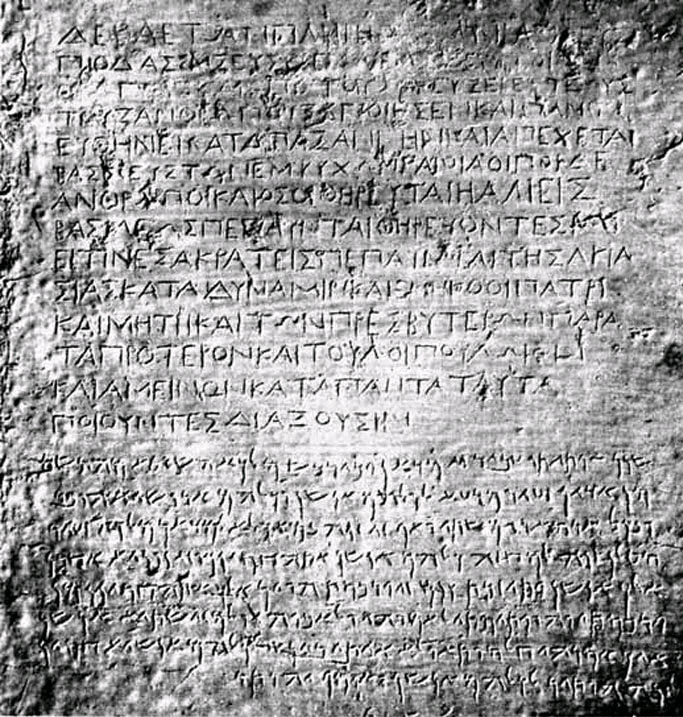
Bilingvní Ašókův skalní nápis

Když Alexandr dobyl Takšašilu, měl zde tehdy údajně přebývat Čandragupta Maurja, zakladatel Maurjovské dynastie. Zde se Čandragupta seznámil s Kautiljou, který se stal blízkým rádcem Čandragupty prakticky po celý zbytek jeho života. Čandragupta pak velel následnému povstání proti Magadhské říši, díky čemuž v roce 321 př. n. l. usedl na trůn. Dobové indické záznamy se však o těchto událostech nezmiňují – takřka všechny záznamy o událostech té doby pocházejí ze zápisků Megasthéna, velvyslance Seleukovců v Patáliputře.
Poté, co roku 305 př. n. l. vojska Čandragupty porazila armádu Seleuka Níkátora, Maurijská říše zabrala území až k jižnímu Afghánistánu a začala prosperovat coby centrum obchodu. Gandhára zůstala součástí Maurijské říše na více než jeden a půl století.
Král Ašóka, vnuk a nástupce krále Čandragupty, se stal jedním z nejvýznamnějších indických panovníků. Podobně jako Čandragupta, Ašóka začínal coby vládce Gandháry, až později svou moc rozšířil na celou Maurijskou říši. Z počátku měl území Maurjů rozšiřovat násilnou cestou, avšak později přijal buddhismus a začal jej šířit po celé své říši. Brzy začal vysílat buddhistické mnichy na misijní cesty i do vzdálených končin. Na mnohých svých územích včetně Gandháry nechal Ašóka postavit mnoho stúp. Skutečnost, že se Ašókovi podařilo ovládnout severozápad, kde se Gandháry nacházela, dodnes dokládají četné skalní nápisy jak v Gandháře, tak v sousedním království Kambódža i na dalších místech.

### Řecko-baktrijská a Indo-parthská říše, Šakové

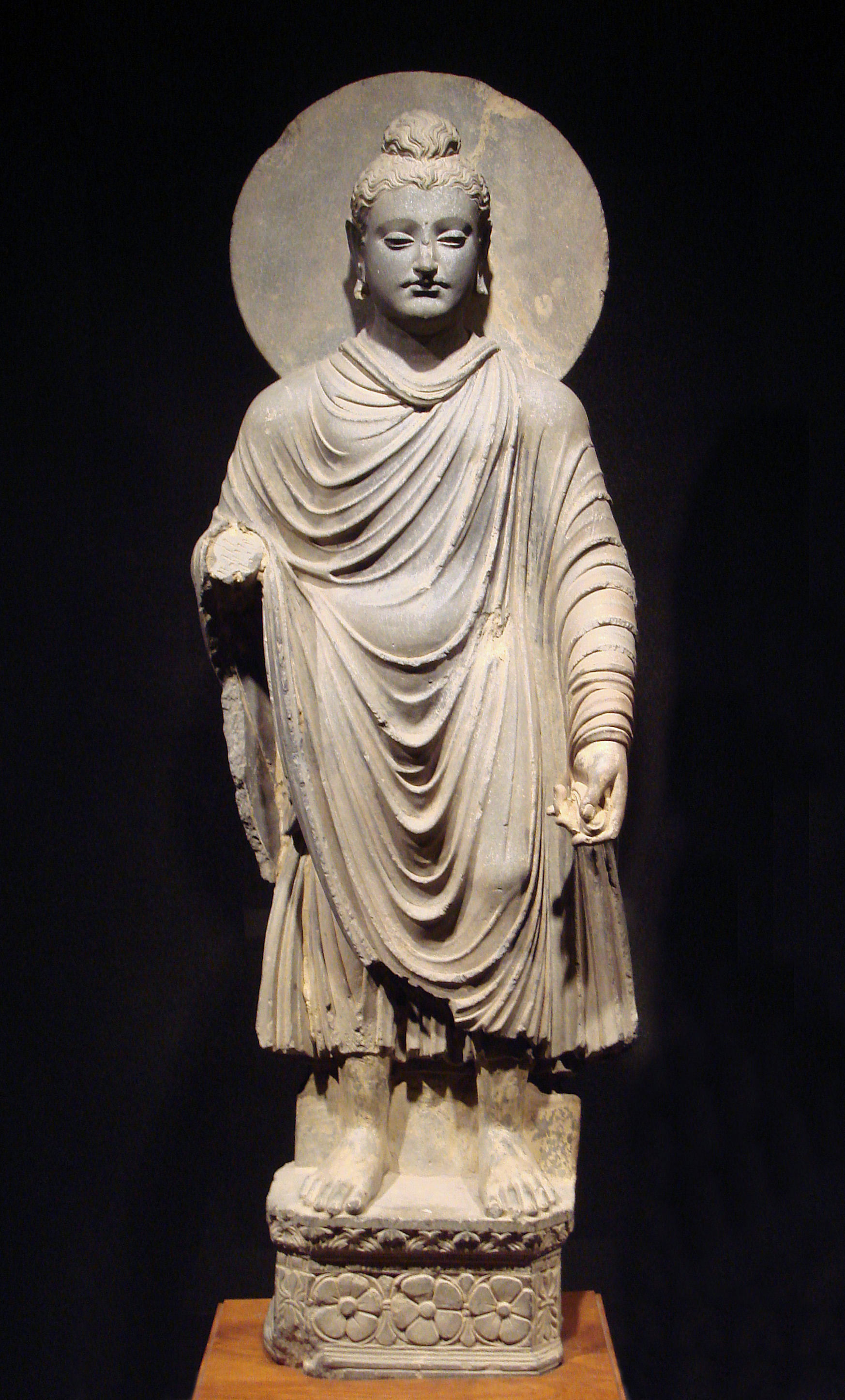
Sochy Buddhy nalezená v oblasti, 1-2. století (Tokijské národní muzeum)

Po pádu dynastie Maurjů říše zažívala hluboký úpadek. Subkontinent brzy začaly sužovat nájezdy Řecko-baktrijského království. Roku 180 př. n. l. baktrijský vládce Démétrios I. začlenil do své říše území jižního Afghánistánu. O několik let později pak vpadl do oblasti Gandháry a Paňdžábu, které se staly součástí jeho říše. Pozdější války uvnitř Řecko-baktrijské říše však přinesly Gandháře opětovnou nezávislost. Asi nejznámější panovník této země, Menandros, vládl mimo jiné i z Takšašily, kterou nechal společně s městem Puškalávatí přestavět.
Okolo roku 140 př. n. l., po Meandrově smrti, se k moci dostali Kušánci, kteří zabrali Gandháru i
území dobyté Řeky. Okolo roku 80 př. n. l. pak Gandháru obsadili Šakové, příslušníci íránských kmenů. Nejznámější král Šaků Maues se sám ustanovil vládcem Gandháry.
Po roce 90 př. n. l. přebrali kontrolu nad rozsáhlým územím východního Íránu včetně Gandháry Parthové. Nadále však podporovali rozvoj řeckého umění, mezi lety 75 – 50 př. n. l. se datuje vznik tzv. gandhárského umění, které se vyznačovalo mísením západního uměleckého slohu s vyobrazováním motivů tradičních pro východ.

### Kušáni

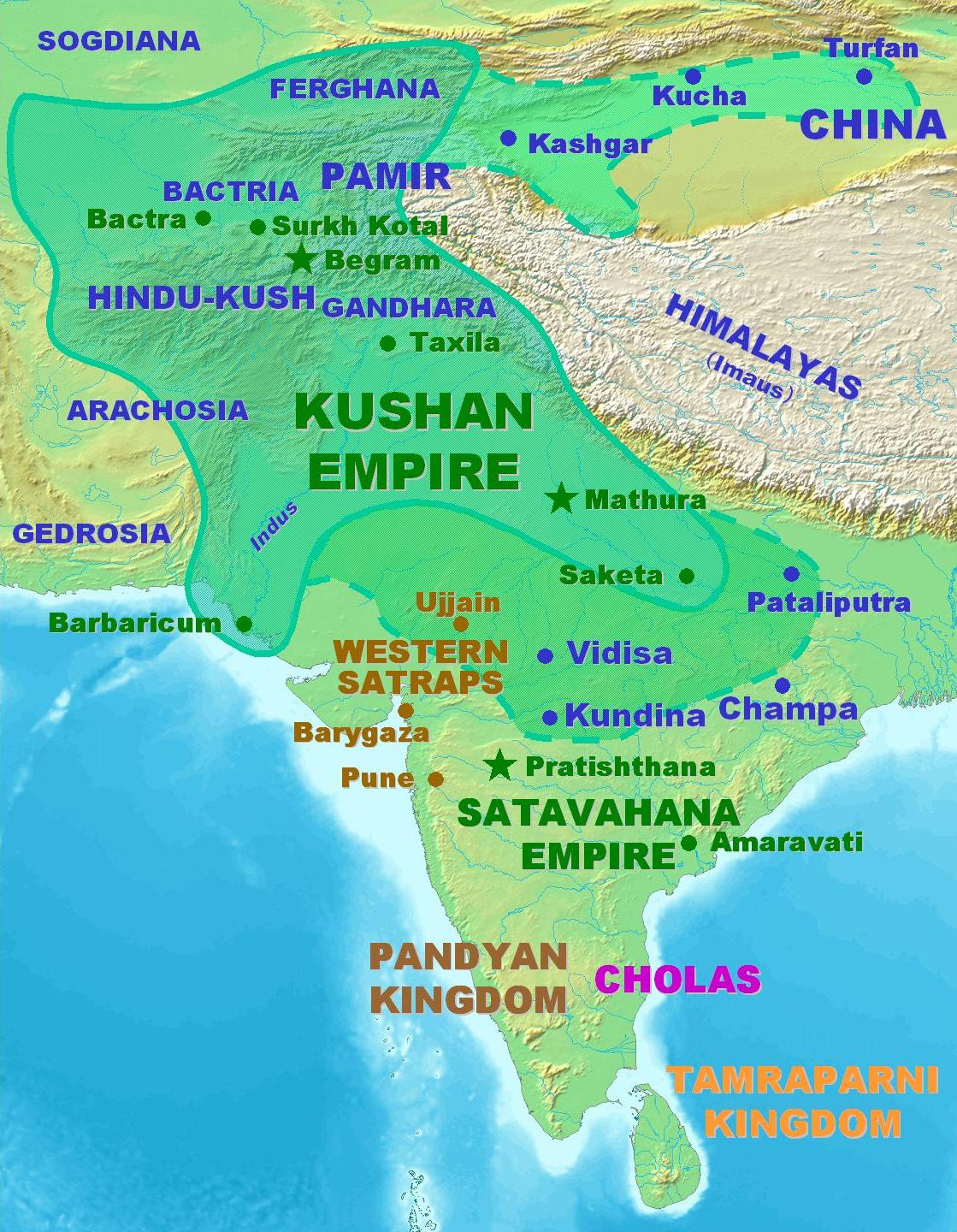
Mapka zobrazující územní rozsah Kušánské říše, jejíž součástí jednu dobu byla i Gandhára

Parthská dynastie začala upadat okolo roku 75. Kušáni, etnikum, které bylo v Číně známé jako Jüe-č'ové, se stali v oblasti Baktrie i Gandháry novými vládci. Doba vlády Kušánů se označuje „jako zlatý věk Gandháry“. V péšávarském údolí i Takšašile se dodnes nachází četné ruiny stúp a klášterů, které byly vystavěny právě za doby Kušánské říše. V této době též vznikají nejen na gandhárském území významné památky indického písemnictví.
Gandhára pod nadvládou kušánských panovníků dosáhla vrcholu za vlády krále Kanišky (128-151). Hlavní městem Kušánska, jehož území se rozpínalo od Bengálska až po střední Asii, se stal Péšávar. Kaniška, podobně jako před ním Ašóka, se stal patronem buddhismu a s jeho pomocí se buddhismus šířil napříč říší i za její hranice. I buddhistické umění se rozšířilo daleko za hranice Gandháry. V této době říše přitahovala zejména čínské poutníky, kteří Gandháru navštěvovali, aby mohli spatřit zdejší často mohutné buddhistické stavby. V zemi vzkvétal zejména mahájánový buddhismus a bylo to právě zde, odkud jsou doloženy první antropomorfní zobrazení Buddhy.
V klášterech byly umisťovány nové Buddhovy sochy, které se vyrývaly i do skalních stěn. Kaniška nechal v Péšávaru postavit 400 stop velkou věž, kterou popisují ve svých zápiscích poutníci jako Fa-sien a Süan-cang. Poté, co vláda Kanišky skončila, Kušáni začali pomalu ztrácet svá území. Nejprve přišli o území na východě, později i o západní část země, která i s Gandhárou byla povinna vazalstvím Sásánovcům.

### Hunové

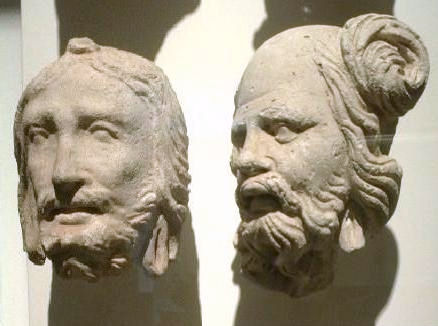
Kusy soch nalezených v nalezišti Hadda, 3. století (Muzeum Guimet)

Okolo roku 450 gandhárské území dobyla hunská dynastie Hepthalitů, která však odmítla přijmout buddhismus. Během jejich vlády tak zažil oživení především hinduismus, avšak buddhismus společně s celou gandhárskou kulturou začal upadat. Sásánovci s podporou Turků brzy dobyli střední Asii obsazenou Huny a Gandhára tak opět náležela pod perskou nadvládu. Roku 644 byli Sasánovci poraženi muslimskými Araby a Gandhára připadla Turkům.
Zápisky čínských poutníků uvádějí, že Gandhárské království v těchto staletích prošlo výraznou změnou, za což mohl především úpadek buddhistické kultury, která byla nahrazena kulturou hinduistickou. Ještě Fa-sien, který zde putoval kolem roku 400, poznamenal, že zde buddhismus vzkvétal. Avšak poutník Sun-Jün, který oblast navštívil okolo roku 520, již píše o Hunech, kteří buddhismus odmítali. Mnohé buddhistické chrámy, stúpy i kláštery byly ničeny, naproti tomu byly vystavovány stavby spojené s hinduismem.

### Úpadek
Poté, co v roce 644 Sasánovskou říši rozvrátili Arabové, ocitla se Gandhára společně s Afghánistánem pod nadvládou muslimů. Gandháře v pozdějších stoletích vládla dynastie Turkišáhů, kteří byli v průběhu 9. století nahrazení dynastií Hindušáhů, většinou vládnoucích z Kábulu. Za doby vlády Džajapály, posledního krále z řad Hindušáhů, dobyla Gandháru Ghaznovská říše pod patronací jejího vládce Mahmúda z Ghazny. V reakci na to Džajapála spáchal sebevraždu. Jeho potomek Trilóčanapála pak byl v roce 1021 popraven svými vlastními vojáky. Právě tento moment bývá považován za konec Gandhárského království. Jeho území se stalo součástí říše Ghaznovců, z buddhistických staveb se staly ruiny a gandhárské umění bylo na dlouhou dobu zapomenuto.

## Nálezy

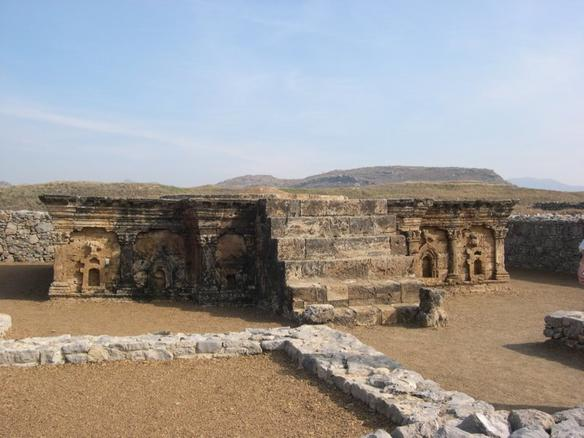
Současná podoba pozůstatků staveb v Takšašile

V 19. století se o antickou historii Indického subkontinentu začali zajímat Britové. Ve 30. letech byly objeveny mince z doby po Ašókovi a přibližně ve stejné době byly přeloženy čínské cestopisy pojednávající o starověké Indii. Ty poskytovaly zejména popis území, měst i svatyní a spolu s archeologickými nálezy tak pomáhaly rozluštit dějiny různých království, mezi něž patřila i Gandhára.
Roku 1848 se podařilo britskému archeologovi Alexandru Cunninghamovi nalézt severně od Péšávaru písemné památky z doby existence Gandháry. V šedesátých letech téhož století pak rozpoznal místo, kde se nacházela Takšašila. Další britský archeolog John Marshall započal mezi lety 1912-1934 v Takšašile s podrobným průzkumem. Objevil mnoho pozůstatků celých měst, jež vystavěli Řekové, Kušánci i Parthové. Dále byly pod jeho vedením nalezeny buddhistické stúpy a kláštery. I tyto nálezy dále pomohly k rozluštění gandhárské historie. Od té doby bylo v oblasti nalezeno mnoho dalších, historicky cenných objevů.